# 慕之恬廊
慕之恬廊（Mustela）是法國Laboratoires Expanscience集團所屬的品牌，成立於1950年，主要生產嬰幼兒、孕婦專業護膚品。

## 歷史
1950年代左右的清潔用品對膚質傷害較大，婦女為新生兒沐浴後，會再幫嬰兒塗抹滋潤保濕的油類產品，慕之恬廊的第一項產品即是針對這項問題，開發出具有保濕效果的嬰幼兒清潔用品。
现在品牌產品在約65個國家販售，在西班牙、葡萄牙、義大利、比利時、瑞士、墨西哥、美國等地設有代理商。

## 產品
慕之恬廊主要有嬰幼兒清潔保養、嬰幼兒問題肌膚照護、嬰兒/兒童防晒和妊娠護理四大類產品。

## 外部連結
- Mustela官方網站 （页面存档备份，存于）